# Bundesverband Musikindustrie
Bundesverband Musikindustrie (dansk: Den Føderale Musikindustrisammenslutning), eller blot BVMI, repræsenterer musikindustrien i Tyskland. Foreningen repræsenterer næsten 280 pladeselskaber og musikindustrirelaterede virksomheder, som udgør 90% af musikindustrien.
Bundesverband Musikindustrie er medlem af International Federation of the Phonographic Industry (IFPI), som er baseret i London, England. IFPI består af musiksammenslutninger fra 70 lande.
BVMI arbejder tæt sammen med GfK Entertainment (tidligere "Media Control GfK International") (grundlagt i 1976), som er ansvarlig for at udgive hitlister i Tyskland på ugentlige baser.
Bundesverband Musikindustrie, som er ansvarlig for certifiering af guld- og platinpriser, er anført af Dieter Gorny, der har været formand siden 2009.

## Certificeringer (tidslinje)

### Albummer
| Certificering | Før 24. september 1999 | Efter 24. september 1999 | Efter 1. januar 2003 | Efter 1. juni 2014[Notes] |
| ------------- | ---------------------- | ------------------------ | -------------------- | ------------------------- |
| Guld          | 250.000                | 150.000                  | 100.000              | 100.000 (Uændret)         |
| Platin        | 500.000                | 300.000                  | 200.000              | 200.000 (Uændret)         |
| 3X Guld       | 750.000                | 450.000                  | 300.000              | 300.000 (Uændret)         |
| 2X platin     | 1.000.000              | 600.000                  | 400.000              | 400.000 (Uændret)         |
| 5X Guld       | 1.250.000              | 750.000                  | 500.000              | 500.000 (Uændret)         |
| 3X Platin     | 1.500.000              | 900.000                  | 600.000              | 600.000 (Uændret)         |
| Diamant       | ikke tildelt           | ikke tildelt             | ikke tildelt         | 750.000[Notes]            |

#### Singler
| Certificering | Før 1. januar 2003 | 1. januar 2003 til 1. juni 2014 | Efter 1. juni 2014[Notes] |
| ------------- | ------------------ | ------------------------------- | ------------------------- |
| Guld          | 250.000            | 150.000                         | 200.000                   |
| Platin        | 500.000            | 300.000                         | 400.000                   |
| 3X Guld       | 750.000            | 450.000                         | 600.000                   |
| 2X Platin     | 1.000.000          | 600.000                         | 800.000                   |
| 5X Guld       | 1.250.000          | 750.000                         | —                         |
| 3X Platin     | 1.500.000          | 900.000                         | 1.200.000                 |
| Diamant       | ikke tildelt       | ikke tildelt                    | 1.000.000[Notes]          |

#### Videoer
| Certificering | Siden januar 2002 |
| ------------- | ----------------- |
| Guld          | 25.000            |
| Platin        | 50.000            |

#### Jazzsingler eller -albummer
| Certificering | Siden januar 1992 |
| ------------- | ----------------- |
| Guld          | 10.000            |
| Platinum      | 20.000            |